# Unterseeboot UB-10
Pour les autres navires du même nom, voir Unterseeboot 10.
L'Unterseeboot UB-10 est un sous-marin (U-Boot) allemand de type UB I utilisé par la Kaiserliche Marine pendant la Première Guerre mondiale.

## Conception
Après l’avancée rapide de l’armée allemande le long de la côte de la mer du Nord au début de la Première Guerre mondiale, la marine impériale allemande s’est retrouvée sans sous-marins appropriés pouvant être utilisés dans les eaux étroites et peu profondes au large des Flandres,. Le projet 34, un effort de conception commencé à la mi-août 1914, a produit la conception du Type UB I : un petit sous-marin qui pouvait être expédié par chemin de fer jusqu’à un port d’opérations et rapidement assemblé. Contrainte par les limites de taille des chemins de fer, la conception de l’UB I prévoyait un bateau d’environ 28 mètres de long et déplaçant environ 125 tonnes, avec deux tubes lance-torpilles.
L'UB-10 faisait partie du lot initial de sept sous-marins, numérotés UB-9 à UB-15, commandés le 15 octobre à AG Weser de Brême, un peu moins de deux mois après le début de la planification de la classe,.
L'UB-10 mesurait 27,88 mètres de long, 3,15 mètres de large et avait un tirant d'eau de 3,03 mètres. Il était équipé d’un seul moteur Diesel Körting 4 cylindres de 59 ch (44 kW) pour la navigation en surface, et d’un seul moteur électrique Siemens-Schuckert de 119 ch (89 kW) pour la navigation sous-marine, tous deux entraînant un seul arbre d'hélice. Ses vitesses de pointe étaient de 7,45 nœuds (13,80 km/h) en surface et de 6,24 nœuds (11,56 km/h) en immersion. À des vitesses plus modérées, il pouvait naviguer jusqu’à 1500 milles marins (2800 km) en surface avant de devoir se ravitailler, et jusqu’à 45 milles marins (83 km) en immersion avant de recharger ses batteries. Comme tous les bateaux de la classe, l'UB-10 était évalué à une profondeur de plongée de 50 mètres et pouvait s’immerger complètement en 33 secondes.
L'UB-10 avait un déplacement entre 127 et 141 tonnes, selon qu’il était en surface ou immergé. Il transportait deux torpilles de 450 mm pour ses deux tubes lance-torpilles d’étrave et était également armé d’une mitrailleuse de 8 millimètres montée sur le pont. L’effectif standard de l'UB-10 se composait d’un officier et de treize hommes du rang.

## Carrière
L'UB-10 a été commandé en octobre 1914 et a été mis sur cale au chantier naval AG Weser à Brême le 7 novembre,. Une fois les travaux sur l'UB-10 terminés, il a été préparé pour l’expédition ferroviaire. Le processus d’expédition d’un bateau UB I impliquait de découper le sous-marin en ce qui était essentiellement un kit. Chaque bateau a été découpé en une quinzaine de sections et chargé sur huit wagons plats. Au début de l’année 1915, les sections de l'UB-10 ont été expédiées à Anvers pour être assemblées, un processus qui prenait généralement deux à trois semaines. Après l’assemblage et le lancement de l'UB-10 le 20 février, il est chargé sur une barge et emmené à travers les canaux jusqu’à Bruges où il subit des essais.
Le sous-marin a été mis en service dans la marine impériale allemande le 15 mars 1915 sous le nom de UB-10 et sous le commandement de l'Oberleutnant zur See (Oblt.z.S.) Otto Steinbrinck, l’ancien capitaine de l'U-6, âgé de 26 ans. Le 27 mars, l'UB-10 est devenu le premier bateau UB I à commencer ses opérations et le premier sous-marin allemand attaché à la flottille des Flandres (en allemand : U-boote des Marinekorps U-Flotille Flandern) lorsqu’elle a été créée le 29 mars,. Lorsque l'UB-10 a commencé ses opérations, l’Allemagne était au milieu de sa première offensive sous-marine, commencée en février. Au cours de cette campagne, les navires ennemis dans la zone de guerre définie par l’Allemagne (en allemand : Kriegsgebiet), qui englobait toutes les eaux autour du Royaume-Uni, devaient être coulés. Les navires des pays neutres ne devaient pas être attaqués à moins qu’ils ne puissent être formellement identifiés comme des navires ennemis opérant sous faux pavillon.
Les bateaux UB I de la flottille de Flandres étaient initialement limités à des patrouilles dans le Hoofden, la partie sud de la mer du Nord située entre le Royaume-Uni et les Pays-Bas. L'UB-4 effectue la première sortie de la flottille le 9 avril, et l'UB-10 part pour sa première patrouille peu après. Le 14 avril, l'UB-10 coula son premier navire, le vapeur néerlandais Katwijk de 2040 tonnes, à 6 milles marins (11 km) à l’ouest du bateau-phare du Banc de Noordhinder. Bien que personne n’ait été tué dans l’attaque, l’attaque d’un navire neutre naviguant entre des ports neutres – le Katwijk naviguait de Rotterdam à Baltimore – a provoqué l’indignation de la population néerlandaise,. Le naufrage du Katwijk et d’autres navires néerlandais a fortement retourné l’opinion publique néerlandaise contre l’Allemagne. À la suite de l’attaque du Katwijk par l'UB-10, et pour éviter de provoquer davantage les Néerlandais ou d’autres neutres (principalement les États-Unis), le gouvernement allemand a émis un ordre le 18 avril selon lequel aucun navire neutre ne devait être attaqué. Plus tard, le gouvernement allemand a versé des indemnités pour le naufrage du Katwijk.
Ce n’est qu’au début du mois de juin que l'UB-10 coule son navire suivant. Le navire belge Menapier, transportant une cargaison de minerai de fer d’Alger à Middlesbrough, est torpillé et coulé au large de North Foreland le 7 juin,. Sur les 23 personnes à bord du navire de 1886 tonnes, seules 6 ont été sauvées. Le capitaine du Menapier, sa femme et sa fille de six ans, le second, le pilote et 12 autres membres d’équipage ont péri.
Après que le navire jumeau de l'UB-10, l'UB-6, ait ouvert une voie à travers les filets anti-sous-marins et les mines britanniques dans le pas de Calais les 21 et 22 juin, les bateaux de la flottille ont commencé à patrouiller dans la Manche. L'UB-2, l'UB-5 et l'UB-10 suivirent rapidement avec des patrouilles dans la Manche, mais furent gênés par le brouillard et le mauvais temps. Même si aucun des bateaux n’a coulé de navires, en terminant avec succès leurs voyages, ils ont contribué à prouver la faisabilité de vaincre les défenses britanniques dans le pas de Calais.
Le 30 juin, Steinbrinck et l’équipage de l'UB-10, qui patrouillait de nouveau en mer du Nord, ont eu une journée chargée lorsqu’ils ont coulé huit navires de pêche britanniques allant de 43 tonneaux de jauge brute (TJB) alors qu’ils patrouillaient entre 20 et 35 milles marins (37 et 65 km) à l’est de Lowestoft,,,,,,,,. Les huit navires coulés étaient des smacks – des voiliers traditionnellement gréés avec des voiles ocre rouge – qui ont été arraisonnés, abordés par des membres d’équipage de l'UB-10 et coulés avec des explosifs,.
L'UB-10 commença le mois d’août 1915 en capturant et en incendiant l'Alert, un autre bateau de pêche britannique, au large de Lowestoft le 1er août. Le même jour, le Fulgens, un charbonnier de 2512 tonnes, fut torpillé à un mille marin (1,8 km) de Palling. L’équipage du navire – la plus grande victime de l'UB-10 à ce jour – a été sauvé.
Le 8 août, l'UB-10 capture et coule deux autres smacks, l'Arbor Vitae et le Xmas Rose, au large de Lowestoft,, puis il coule deux jours plus tard le plus grand navire de sa carrière. Le Rosalie, de 4243 tonneaux de jauge brute, qui se dirigeait de North Shields vers San Francisco, est torpillé à 3 milles marins (5,6 km) de la bouée Blankeney. Un reportage de l’époque rapporte que le Rosalie s’est échoué, mais qu’il a apparemment été irrémédiablement endommagé. Tout son équipage, cependant, a été sauvé.
Le 11 août, un jour après le naufrage du Rosalie, Steinbrinck et l’équipage de l'UB-10 ont battu leur record du 30 juin en coulant dix bateaux de pêche au large de Cromer,,,,,,,,,,. Les dix navires, dont la taille variait de 41 à 62 tonnes, ont été arraisonnés et coulés par des explosifs. Avec ces dix navires, le total d’août pour l'UB-10 était de 7309 tonnes, ce qui représentait la quasi-totalité des 7709 tonnes coulées par les bateaux de la flottille des Flandres ce mois-là. En outre, en comptant les navires coulés à la fin du mois de juillet, l'UB-10 a coulé 23 navires en l’espace de 13 jours, soit près de la moitié des 55 navires coulés par la flottille en juillet et en août.
Le 18 août, le chef de l’Admiralstab, l’amiral Henning von Holtzendorff, donne l’ordre de suspendre la première offensive. La suspension était une réponse aux demandes américaines après que des sous-marins allemands aient coulé le vapeur Lusitania de la Cunard Line en mai 1915, ainsi que d’autres naufrages très médiatisés en août et septembre. La directive de Holtzendorff ordonnait à tous les sous-marins allemands de quitter la Manche et les approches sud-ouest et exigeait que toutes les activités sous-marines en mer du Nord soient menées strictement selon les règlements sur les prises. L'UB-10 n’a pas coulé d’autre navire pendant les quatre mois suivants.
Le 20 décembre, l'UB-10 coula ses deux derniers navires sous le commandement de Steinbrinck. Le Belford de 512 tonnes et le Huntly de 1153 tonnes ont tous deux été torpillés au large de Boulogne-sur-Mer,. Il n’y a pas eu de victimes sur le Belford, mais deux hommes du Huntly sont morts dans l’attaque. Le Huntly était l’ancien navire-hôpital allemand Ophelia, qui avait été saisi par les forces navales anglaises et rebaptisé l’année précédente.
Le 13 janvier 1916, Steinbrinck est remplacé par l’Oblt.z.S. Maintenez Saltzwedel aux commandement de l'UB-10. Steinbrinck, qui a ensuite commandé trois autres sous-marins allemands pendant la guerre (les UB-18, UC-65 et UB-57), a poursuivi les succès qu’il avait remportés à la tête de l'UB-10. Il était cinquième parmi les commandants de sous-marins allemands au plus grand tableau de chasse de la guerre, avec un total de 210 000 tonnes de navires à son actif. Saltzwedel, le remplaçant de Steinbrinck, âgé de 26 ans, était un vétéran après huit ans dans la Kaiserliche Marine mais commandait un sous-marin pour la première fois.
Au début de 1916, le blocus britannique de l’Allemagne commençait à avoir un effet sur l’Allemagne et ses importations. La Royal Navy avait arrêté et saisi plus de cargaisons destinées à l’Allemagne que la quantité de cargaisons coulées par les sous-marins allemands lors de la première offensive sous-marine. En conséquence, la marine impériale allemande a lancé une deuxième offensive contre la marine marchande le 29 février. Les règles de base convenues par l’amiral allemand étaient que tous les navires ennemis dans la zone de guerre autoproclamée de l’Allemagne seraient détruits sans avertissement, que les navires ennemis en dehors de la zone de guerre ne seraient détruits que s’ils étaient armés. Pour éviter de contrarier les États-Unis, les navires à passagers ennemis ne devaient pas être attaqués, qu’ils soient dans la zone de guerre ou non.
La première victime de l'UB-10 dans la nouvelle offensive (et la première de Saltzwedel en tant que son commandant) survient le 19 mars lorsque le sous-marin torpille le Port Dalhousie, un vapeur canadien de 1744 tonneaux, à 2 milles marins (3,7 km) du phare Kentish Knock. Le navire se dirigeait de Middlesbrough à Nantes avec une cargaison de billettes d’acier. Dix-neuf hommes à son bord ont été perdus dans l’attaque. Le second, un pilote et cinq membres d’équipage ont été secourus. Environ deux semaines plus tard, l'UB-10 torpille et coule le vapeur norvégien Peter Hanre à peu près au même endroit. Quatorze hommes à bord du cargo de 1081 tonnes ont été perdus. Vers la fin du mois d’avril 1916, l’amiral Reinhard Scheer, le nouveau commandant en chef de la flotte de haute mer, annule l’offensive contre la marine marchande et ordonne à tous les bateaux en mer de rebrousser chemin, et à tous les bateaux au port d’y rester. Le Port Dalhousie et le Peter Hanre sont les seuls navires coulés par l'UB-10 au cours de l’offensive de six semaines.
À la mi-mai, Scheer a achevé ses plans visant à détruire une partie de la Grand Fleet britannique. La flotte allemande de haute mer sortirait pour un raid sur Sunderland, attirant la flotte britannique à travers des « nids de sous-marins et des champs de mines ». Pour appuyer l’opération, l'UB-10 et cinq autres bateaux des Flandres partirent à minuit les 30 et 31 mai pour former une ligne à 18 milles marins (33 km) à l’est de Lowestoft. Ce groupe devait intercepter et attaquer les forces légères britanniques à partir de Harwich, si elles sortaient vers le nord pour se joindre à la bataille. Malheureusement pour les Allemands, l’Amirauté britannique disposait de rapports de renseignement sur le départ des sous-marins qui, conjugués à l’interruption des attaques contre les navires, éveillèrent les soupçons des Britanniques.
Le départ retardé de la flotte allemande de haute mer pour sa sortie (qui avait été redirigée vers le Skagerrak) et le fait que plusieurs des sous-marins allemands stationnés au nord n’aient pas reçu le message codé avertissant de l’avance britannique ont fait de l’embuscade prévue par Scheer un « échec complet et décevant ». L'UB-10 aperçut les forces de Harwich, mais elles étaient trop loin pour mener une attaque. L’échec de l’embuscade sous-marine à couler les navires de bataille britanniques a permis à l’ensemble de la Grand Fleet d’engager la flotte de haute mer (numériquement inférieure) dans la bataille du Jutland, qui a eu lieu du 31 mai au 1er juin.
À la mi-juin, Saltzwedel est transféré sur l'UC-10. Comme ce fut le cas pour Steinbrinck, il deviendra l’un des commandants de sous-marins au plus grand score de la guerre, se classant onzième sur la liste avec 150 000 tonnes à son actif. Après Saltzwedel, l'UB-10 se voit affecter un nouveau commandant environ tous les deux à trois mois jusqu’à la fin de la guerre. Le remplaçant immédiat du Saltzwedel sur l'UB-10 est le Kapitänleutnant (Kptlt.) Gustav Buch, qui dirige le navire dans sa seule victoire contre un navire de guerre, le destroyer britannique HMS Lassoo. Le Lassoo est torpillé le 13 août au large du bateau-phare de la Meuse et coule avec la perte de six hommes. Plus tard en août, l'UB-10 a la chance d’éviter l’attaque d’un sous-marin britannique au départ de Zeebruges. Dans la matinée du 21 août, l'UB-10 (partant en mission) a rendez-vous avec l'UC-10 (sur le chemin du retour) au large du bateau-phare de Noordhinder pour échanger des informations. L'UC-10 se sépara de l'UB-10 vers 13 h 30 et reprit sa route vers Zeebruges, mais il fut torpillé et coulé par le HMS E54, qui rôdait autour du banc de Schouwen au large de Zeebruges.
Depuis le début de la guerre, la Royal Navy avait réussi un blocus de l’Allemagne, empêchant les navires neutres d’atteindre les ports allemands. À l’époque de ce que l’on appelle « l’hiver des navets » de 1916-1917, le blocus avait sévèrement limité les importations de nourriture et de carburant en Allemagne. Parmi les résultats, il y a eu une augmentation de la mortalité infantile et jusqu’à 700 000 décès attribués à la famine ou à l’hypothermie pendant la guerre. Au vu des conséquences désastreuses du blocus, l’empereur Guillaume II approuva personnellement la reprise de la guerre sous-marine sans restriction à partir du 1er février 1917 pour forcer les Britanniques à faire la paix. Les nouvelles règles d'engagement précisaient qu’aucun navire ne devait être laissé à flot.
En vertu de ces nouvelles règles d’engagement, l'UB-10, désormais sous le commandement du capitaine Erich von Rohrscheidt, coula le vapeur néerlandais Amstelstromm le 27 mars. Lorsqu’il rencontre l'UB-10, l'Amstelstromm est retrouvé « abandonné et gravement endommagé » après avoir été bombardé par les destroyers allemands SMS V44, SMS G86 et SMS G87. Von Rohrscheidt tira le coup de grâce sur le navire en détresse et l’envoya par le fond à 20 milles marins (37 km) à l’est-nord-est du bateau-phare Noortdhinder.
Alors que l'UB-10 retournait à Zeebruges au début du mois d’avril, il fut attaqué par un sous-marin britannique près de la zone où il avait échappé au HMS E54 au mois d’août de l’année précédente. Le HMS C7, qui attendait au large de la bouée de Schouwen, lance une torpille sur un sous-marin allemand le 5 avril à 3 h 30. Bien que les auteurs R. H. Gibson et Maurice Prendergast rapportent que le C7 a coulé l'UC-68 avec cette torpille, le C7 avait en fait tiré sur l'UB-10, et l’explosion notée par le C7 était sa propre torpille explosant prématurément. L'UB-10 a pu poursuivre sa route et rentrer à Zeebruges. Plus tard dans le même mois, von Rohrscheidt coula deux navires hollandais les 24 et 25 avril. Le Ministre Tak Van Poortvliet, un vapeur de 1106 tonnes se dirigeant vers Harlingen, fut envoyé par le fond à 20 milles marins (37 km) au large d’IJmuiden. Le voilier Elizabeth est coulé le lendemain, entre Lowestoft et Zeebruges.
Le 20 août, l'UB-10 — avec Oblt.z.S. Fritz Gregor à sa tête - coula l'Edernian, un navire britannique, à 6 milles marins (11 km) de Southwold. Le navire de 3588 tonnes, envoyé par le fond avec sa cargaison d’acier et 14 membres de son équipage, est le deuxième plus grand navire coulé par l'UB-10. Au début du mois suivant, Gregor mena le bateau dans l’attaque de trois autres navires de pêche : le Jeannot belge et le britannique Unity le 5 septembre,, et le Rosary britannique le 6 septembre. Ce furent les derniers navires coulés par l'UB-10.
L'UB-10 et trois navires jumeaux, les UB-12, UB-16 et UB-17, ont été convertis en mouilleurs de mines en 1918. La conversion consistait à retirer la section d’étrave contenant la paire de tubes lance-torpilles de chaque sous-marin et à la remplacer par une nouvelle proue contenant quatre goulottes de mines capables de transporter deux mines chacune. Au cours de ce processus, les bateaux ont été rallongés à 32 m, et le déplacement a augmenté à 147 t en surface, et 161 t en plongée. La date exacte de cette conversion n’est pas indiquée, mais l'UB-12 a été converti à la fin de 1916.
De fin février à mi-mai 1918, l'UB-10 est commandé par l’Oblt.z.S. Hans Joachim Emsmann, âgé de 25 ans. Il sera plus tard connu en tant que commandant de l'UB-116, le dernier sous-marin coulé pendant la guerre, et la 5e flottille de sous-marins allemands (en allemand : 5. Unterseebootsflottille « Emmsman ») de la Kriegsmarine portera son nom pendant la Seconde Guerre mondiale.
Le 2 juillet, l'UB-10 et l'UB-88 sont tous deux gravement endommagés lors d’un raid aérien britannique sur des bases tenues par les Allemands dans les Flandres. Au cours d’autres raids, des dommages considérables aux installations portuaires ont retardé les réparations et nui à la capacité de la flottille d’opérer à plein régime. Bien que les sources n’indiquent pas si les dommages subis par l'UB-10 ont été réparés après cette attaque ou non, le bateau a été considéré comme inapte au service au début du mois de septembre et a été désarmé le 12.
Après le début de l’offensive Meuse-Argonne le 26 septembre et le début de l’offensive des Alliés pour repousser les lignes allemandes, des plans sont élaborés pour évacuer les Flandres et démanteler les installations navales de Bruges, Zeebruges et Ostende. Tous les navires en état de naviguer reçurent l’ordre de quitter les Flandres pour l’Allemagne le 1er octobre. Ceux qui ne pouvaient pas faire le voyage par leurs propres moyens devaient être détruits. L'UB-10 était l’un des quatre sous-marins allemands laissés sur place. Le 5 octobre, une équipe de maintenance saborde l'UB-10 au large du môle de Zeebruges à la position 51° 21′ N, 3° 12′ E.

## Affectations
- Flottille des Flandres[2] : du 27 mars 1915 au  5 octobre 1918

## Commandants
- Oberleutnant zur See Otto Steinbrinck : du 13 mars 1915 au 12 janvier 1916[2]
- Oblt. Reinhold Saltzwedel : du 13 janvier au 18 juin 1916
- Oblt. Gustav Buch : du 19 juin au 11 septembre 1916
- Oblt. Wilhelm Amberger : du 12 septembre au 13 novembre 1916
- Oblt. Erich von Rohrscheidt : du 14 novembre 1916 au 7 janvier 1917
- Oblt. Ulrich Pilzecker : du 8 janvier au 12 février 1917
- Oblt. Matthias Graf von Schmettow : du 13 février au 2 mars 1917
- Oblt. Erich von Rohrscheidt : du 3 mars au 31 mai 1917
- Oblt. Georg Reimarus : du 1er juin au 6 juillet 1917
- Oblt. Fritz Gregor : du 7 juillet au 7 septembre 1917
- Oblt. Helmut Lorenz : du 8 septembre au 16 octobre 1917
- Oblt. Erich Stephan : du 17 au 27 octobre 1917
- Oblt. Freiherr Cassius von Montigny : du 28 octobre au 7 novembre 1917
- Oblt. Erich Stephan : du 8 novembre 1917 au 29 janvier 1918
- Oblt. Fritz von Twardowski : du 30 janvier au 27 février 1918
- Oblt. Hans Joachim Emsmann : du 28 février au 17 mai 1918
- Oblt. Willy Stüben : du 18 mai au 5 octobre 1918

## Navires coulés[15]
| Date             | Nom                         | Nationalité    | Tonnage | Destin |
| ---------------- | --------------------------- | -------------- | ------- | ------ |
| 14 avril 1915    | Katwijk                     | Pays-Bas       | 2040    | Coulé  |
| 7 juin 1915      | Menapier                    | Belgique       | 1886    | Coulé  |
| 30 juillet 1915  | Achieve                     | United Kingdom | 43      | Coulé  |
| 30 juillet 1915  | Athena                      | United Kingdom | 45      | Coulé  |
| 30 juillet 1915  | Coriander                   | United Kingdom | 46      | Coulé  |
| 30 juillet 1915  | Fitzgerald                  | United Kingdom | 51      | Coulé  |
| 30 juillet 1915  | Prospector                  | United Kingdom | 59      | Coulé  |
| 30 juillet 1915  | Quest                       | United Kingdom | 46      | Coulé  |
| 30 juillet 1915  | Strive                      | United Kingdom | 63      | Coulé  |
| 30 juillet 1915  | Venture                     | United Kingdom | 44      | Coulé  |
| 1er août 1915    | Alert                       | United Kingdom | 59      | Coulé  |
| 1er août 1915    | Fulgens                     | United Kingdom | 2512    | Coulé  |
| 6 août 1915      | Arbor Vitae                 | United Kingdom | 26      | Coulé  |
| 8 août 1915      | Xmas Rose                   | United Kingdom | 27      | Coulé  |
| 10 août 1915     | Rosalie                     | United Kingdom | 4243    | Coulé  |
| 10 août 1915     | Esperance                   | United Kingdom | 46      | Coulé  |
| 11 août 1915     | George Borrow               | United Kingdom | 62      | Coulé  |
| 11 août 1915     | George Crabbe               | United Kingdom | 42      | Coulé  |
| 11 août 1915     | Humphrey                    | United Kingdom | 41      | Coulé  |
| 11 août 1915     | Illustrious                 | United Kingdom | 59      | Coulé  |
| 11 août 1915     | Oceans Gift                 | United Kingdom | 60      | Coulé  |
| 11 août 1915     | Palm                        | United Kingdom | 47      | Coulé  |
| 11 août 1915     | Trevear                     | United Kingdom | 47      | Coulé  |
| 11 août 1915     | Welcome                     | United Kingdom | 59      | Coulé  |
| 11 août 1915     | Young Admiral               | United Kingdom | 60      | Coulé  |
| 20 décembre 1915 | Belford                     | United Kingdom | 516     | Coulé  |
| 20 décembre 1915 | Huntly                      | United Kingdom | 1153    | Coulé  |
| 19 mars 1916     | Port Dalhousie              | Canada         | 1744    | Coulé  |
| 1er avril 1916   | Peter Hamre                 | Norvège        | 1081    | Coulé  |
| 13 août 1916     | HMS Lassoo                  | Royal Navy     | 1010    | Coulé  |
| 27 mars 1917     | Amstelstromm                | Pays-Bas       | 1413    | Coulé  |
| 24 avril 1917    | Minister Tak Van Poortvliet | Pays-Bas       | 1106    | Coulé  |
| 25 avril 1917    | Elizabeth                   | Pays-Bas       | 147     | Coulé  |
| 20 août 1917     | Edernian                    | United Kingdom | 3588    | Coulé  |
| 5 septembre 1917 | Jeannot                     | Belgique       | 50      | Coulé  |
| 5 septembre 1917 | Unity                       | United Kingdom | 56      | Coulé  |
| 6 septembre 1917 | Rosary                      | United Kingdom | 37      | Coulé  |